# 阿比路 (倫敦)
阿比路（英語：Abbey Road）是英國倫敦的一條道路，跨越卡姆登區和西敏市，自西北至東南方穿過聖約翰伍德地區，靠近羅德板球場。阿比路是B507號公路的一部分，全長0.9英里（1.4）。這條道路以阿比路錄音室而聞名。披頭四樂隊在1969年9月發行的同名專輯亦在封面使用了這條道路作為圖案。

## 位置
阿比路的西北端起點位於基爾伯恩庫克斯路（Quex Road）和西區巷（West End Lane）的交叉點。這條道路曾經是通往基爾伯恩修道院及其所有農場的道路，在19世紀初期得到開發。阿比路自西北端起點向東南方延伸，長度近一英里，跨過貝爾塞茲路（Belsize Road）、邦得利路（Boundary Road）、馬爾伯勒宮（Marlborough Place），在格羅夫恩德路（Grove End Road）和花園路路口結束。

## 歷史
EMI公司的阿比路錄音室位於阿比路東南端，門牌號是阿比路3號。披頭四樂隊、布羅克漢普頓樂隊等眾多流行音樂樂隊都曾在阿比路錄音室錄製音樂，披頭四樂隊的最後一張錄音室專輯以錄音室入口處外的阿比路斑馬線作為封面。
由於阿比路和披頭四樂隊的密切關係，自1969年開始，阿比路已經成為倫敦的一個著名旅遊景點。阿比路的斑馬線本身也在2010年12月被英格蘭遺產列入II級登錄建築。披頭四拍攝專輯封面時走過的斑馬線成為著名的拍照聖地，阿比路錄音室亦在網站上提供斑馬線實況，但道路本身的交通量仍然繁忙。

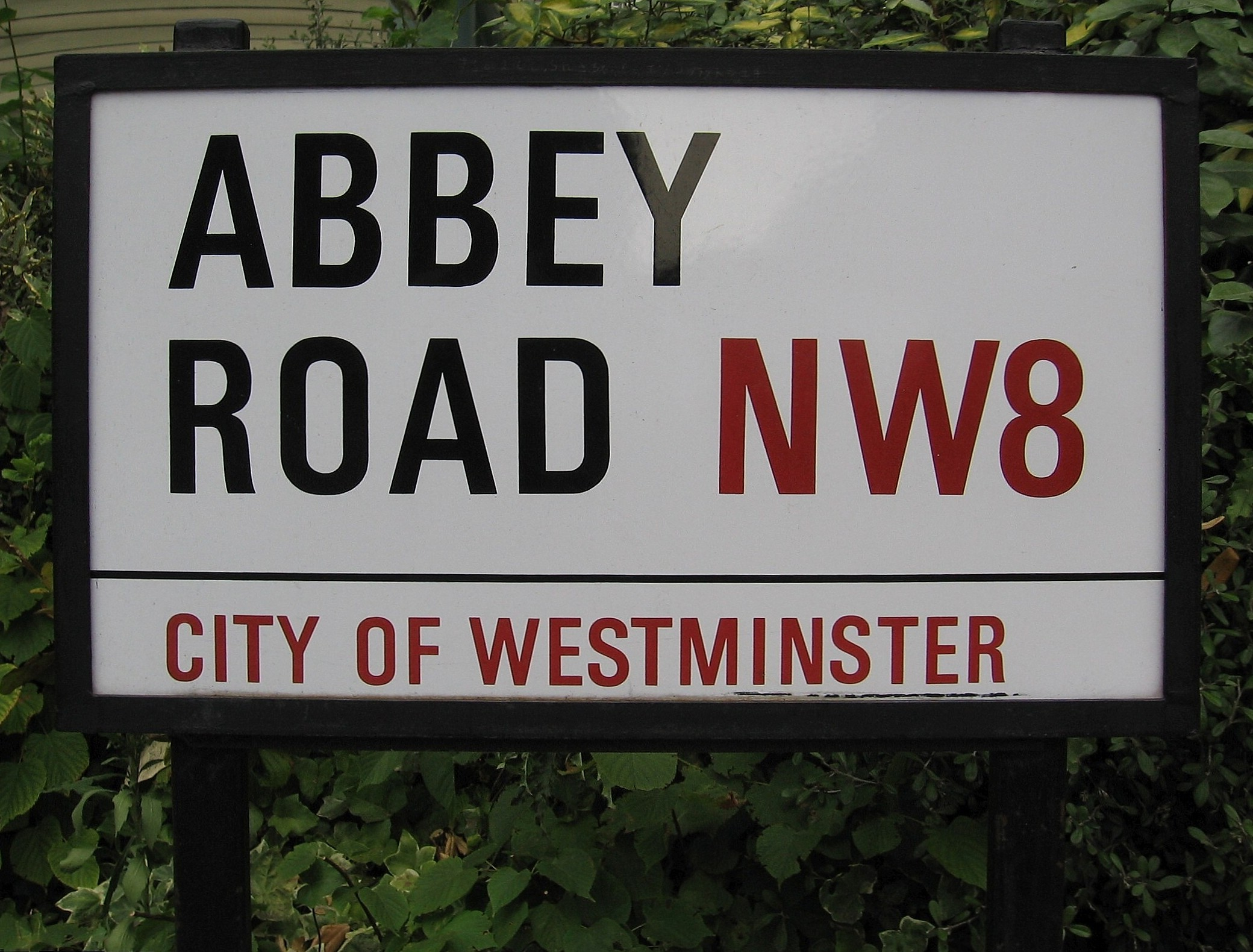
阿比路路標

披頭四專輯的封面圖案多年來長期被模仿。由於阿比路的路標經常被污損或盜竊，阿比路的路標被安裝在格羅夫恩德路和阿比路路口的建築較高處，以節約當地政府清潔或更新路標的費用。當地政府還每三個月定期粉刷披頭四走過的斑馬線，以遮住披頭四歌迷的塗鴉。
阿比路也是西敏市的街區之一。據2011年英國人口普查，阿比路街區有人口11,250人。

## 外部連結
- Abbey Road London, QuickTime VR
- Abbey Road webcam （页面存档备份，存于）
- Satellite View of Crosswalk / Zebra Crossing （页面存档备份，存于）
- Google Street View of Crosswalk / Zebra crossing